# Scaptodrosophila xiphiochaeta
Scaptodrosophila xiphiochaeta är en tvåvingeart som först beskrevs av Tsacas och Chassagnard 1990.  Scaptodrosophila xiphiochaeta ingår i släktet Scaptodrosophila och familjen daggflugor. Inga underarter finns listade i Catalogue of Life.